# I.Ae. 27 プルキー I
I.Ae. 27 プルキー I
I.Ae. 27 プルキー I
- 用途：戦闘機
- 設計者：イミール・ドゥヴォワティーヌ
- 製造者：FMA（Fábrica Militar de Aviones）
- 運用者：アルゼンチン空軍
- 初飛行：1947年8月9日
- 生産数：1機
- 運用状況：試作のみ

I.Ae. 27 プルキー I（I.Ae. 27 Pulqui I）は、1946年にアルゼンチンの航空技術研究所（Instituto Aerotecnico）で開発されたジェット戦闘機である。

## 設計と開発
プルキー I の設計はフランス人技術者エミール・ドボワチン（Émile Dewoitine）に率いられたJuan Ignacio San Martín（軍人）、Enrique CardeilhacとNorberto L. Morchioが所属する設計チームによって行われた。
胴体は楕円断面のセミモノコック構造で、空気吸入口は機首に操縦席を取り囲むように設置されていた。胴体の内部容積を減らすために燃料タンクは翼内に追いやられたが、このために航続距離は大幅に短くなった。

## テストと評価

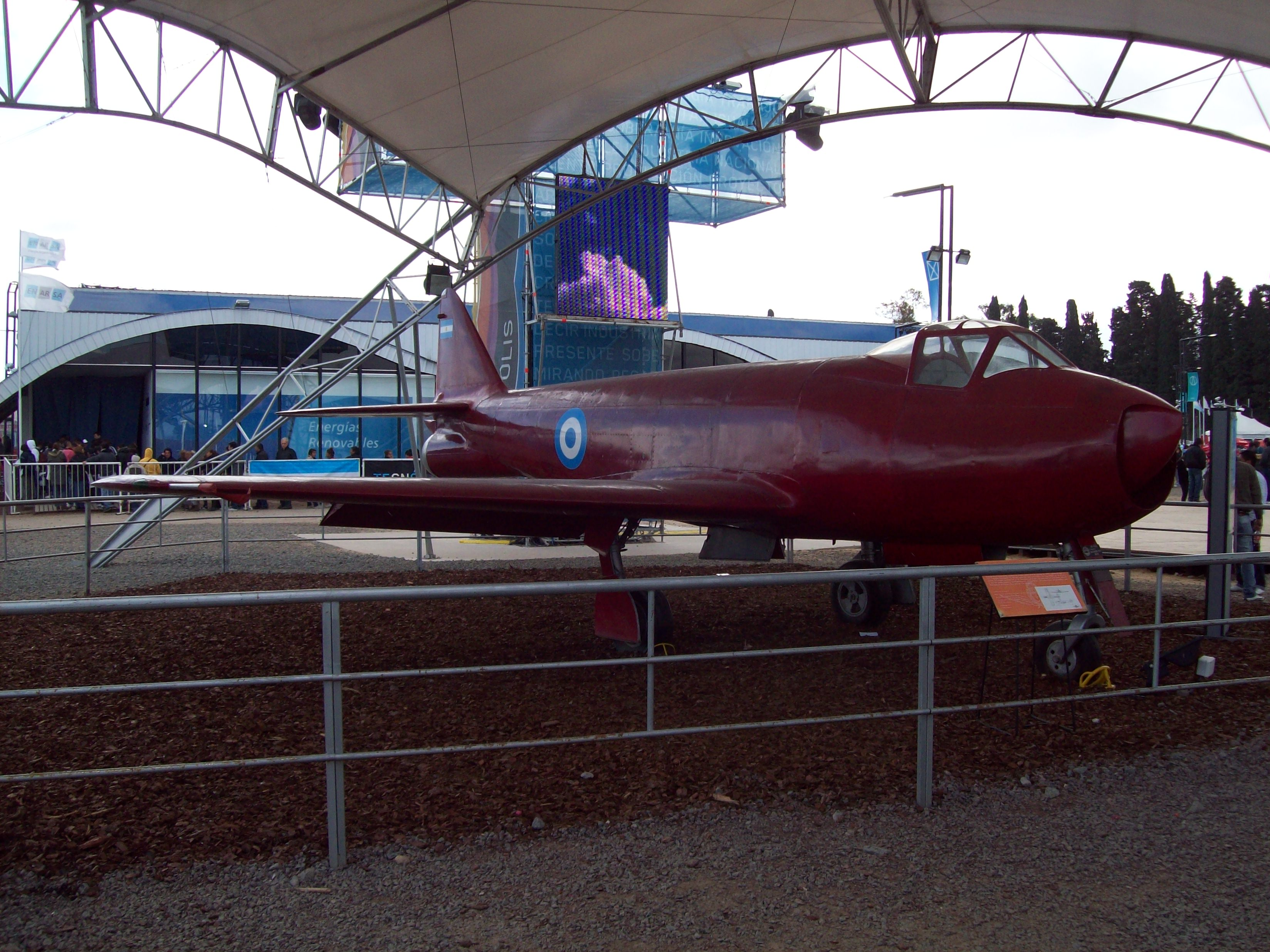
現存するI.Ae. 27 プルキー I

試作機の初飛行はオズヴァルド・ヴァイス（Osvaldo Weiss）中尉の操縦で1947年8月9日に行われた。本機の性能は不満足なものであると考えられ、そのうちに真に先進的でより発展性のあるFMA I.Ae. 33 プルキー II の研究が進んだためにプルキー Iの歴史は短いものであった。それにもかかわらず航空機史の中でプルキー Iはアルゼンチンとラテンアメリカで開発、製造された最初のジェット戦闘機として価値のあるものである。プルキー I によりアルゼンチンは世界で5番目の自力でジェット戦闘機を開発した国となった。
修復された試作機は現在ブエノスアイレスのモロン（Morón）にあるアルゼンチン空軍（Fuerza Aérea Argentina）の航空博物館（Museo Nacional de Aeronáutica）に展示されている。

## 要目
（I.Ae. 27）
- 乗員：1名
- 全長：9.69 m
- 全幅：11.25 m (初期モデル、円形翼端)、10.50 m (最終モデル、角形翼端)
- 全高：3.39 m
- 翼面積：19.70 m² (初期モデル)
- 空虚重量：2,358 kg
- 最大離陸重量：3,600 kg
- エンジン：ロールス・ロイス ダーウェント 5 ターボジェット　1,633 kg
- 最大速度：720 km/h
- 巡航高度：14,000 m
- 航続距離：900 km

- 武装：（計画のみで試作機には装備されず）
  - 機首に20mm機関砲 * 4
  - 翼下に爆弾かロケット弾